# Área de Proteção Ambiental Bacia do Cobre - São Bartolomeu
A Área de Preservação Ambiental Bacia do Cobre - São Bartolomeu é a área de proteção ambiental (APA) criada pelo Decreto Estadual 7.970 de 5 de junho de 2001 como medida de preservação ao espelho d'água e matas ciliares da Represa do Cobre, parte do sistema de abastecimento humano de água potável da Região Metropolitana de Salvador. Em seus 1.134 hectares, abrange os municípios de Salvador e Simões Filho e inclui o Parque São Bartolomeu e o Parque Florestal da Represa do Cobre.
A área protegida pela APA resguarda importantes locais do Subúrbio Ferroviário de Salvador. Locais de importância religiosa para religiões afro-brasileiras; de importância histórica para resistências às invasões neerlandesas e à escravidão (Quilombo dos Urubus) e pelo processo de independência baiana; de importância ambiental pelo tamanho da área de vegetação variada (floresta, pântano, manguezal) e de ambientes aquáticos (nascentes e represa do Rio do Cobre, cascatas Nanã, Oxum e Oxumarê e Lagoa da Paixão).
Dentre os problemas ambientais sofridos, estão desde desmatamento, caça predatória e queimadas à extração ilegal de substâncias minerais, lançamentos de esgotos domésticos e de lixo em local inadequado e habitações sem saneamento.
O Conselho Gestor da unidade de conservação encontra-se ativo, composto por 60 membros, dividido paritariamente entre órgãos públicos, sociedade civil e empreendedores locais e seu gestor é Humberto Chagas. Entretanto, ainda não há plano de manejo nem zoneamento.